# Nokere Koerse femminile
La Nokere Koerse femminile è una corsa in linea di ciclismo su strada femminile che si svolge ogni anno nella zona di Nokere, in Belgio. È una delle cosiddette corse classiche del pavé. Si corre a metà marzo di mercoledì.
Creata nel 2019, entrò subito a far parte del Calendario internazionale femminile UCI come gara di classe 1.1. Dal 2021 la competizione fa parte del circuito delle UCI Women's ProSeries.

## Albo d'oro
Aggiornato all'edizione 2025.
| Anno | Vincitore                                        | Secondo                                          | Terzo                                            |
| ---- | ------------------------------------------------ | ------------------------------------------------ | ------------------------------------------------ |
| 2019 | Lorena Wiebes                                    | Lisa Klein                                       | Lotte Kopecky                                    |
| 2020 | non disputata a causa della pandemia di COVID-19 | non disputata a causa della pandemia di COVID-19 | non disputata a causa della pandemia di COVID-19 |
| 2021 | Amy Pieters                                      | Grace Brown                                      | Lisa Klein                                       |
| 2022 | Lorena Wiebes                                    | Lotte Kopecky                                    | Marta Bastianelli                                |
| 2023 | Lotte Kopecky                                    | Lorena Wiebes                                    | Marta Bastianelli                                |
| 2024 | Lotte Kopecky                                    | Lorena Wiebes                                    | Lily Williams                                    |
| 2025 | Marta Lach                                       | Linda Zanetti                                    | Lara Gillespie                                   |

### Vittorie per nazione
Aggiornato all'edizione 2025.
| Pos. | Paese       | Vittorie |
| ---- | ----------- | -------- |
| 1    | Paesi Bassi | 3        |
| 2    | Belgio      | 2        |
| 3    | Polonia     | 1        |